# Asociación de Víctimas del Estalinismo
La Asociación de Víctimas del Estalinismo (en alemán: Vereinigung der Opfer des Stalinismus, VOS) es una organización alemana de derechos humanos, formada por víctimas del estalinismo el 9 de febrero de 1950 en Berlín Occidental. Durante la Guerra Fría, la asociación con sede en Occidente fue un objetivo constante de la infame Stasi de Alemania Oriental. La organización trasladó su sede a Bonn después de la construcción del Muro de Berlín, pero volvió a Berlín en 1998. Después de 1989, creció rápidamente a medida que muchos antiguos residentes de Alemania Oriental se unieron a la organización. La organización publica la revista Freiheitsglocke (es decir, Liberty Bell).
Su subdirector es Hugo Diederich.